# Бєлов Василь Миколайович
Бєлов Василь Миколайович — лікар, титулярний радник. У 1848 служив старшим лікарем Раїмського лазареті, в наступні роки — лікар Оренбурзького військового госпіталю.
Тарас Шевченко познайомився з Бєловим під час Аральської описової експедиції (1848-1849), не раз поет бував у лазареті як пацієнт. Про Бєлова згадував Ф. Лазаревський у листі до Шевченка 27 квітня 1848.